# Bayerische Notenbank

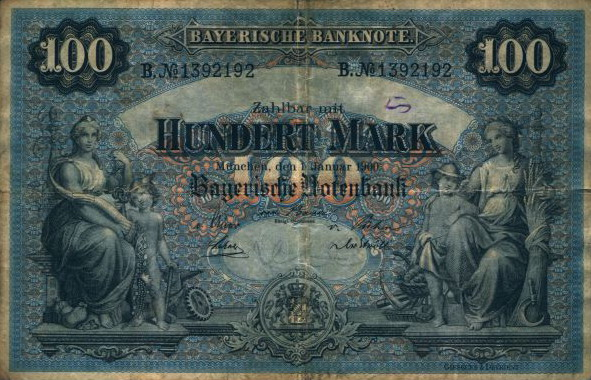
100-Mark-Banknote der Bayerischen Notenbank ab 1875

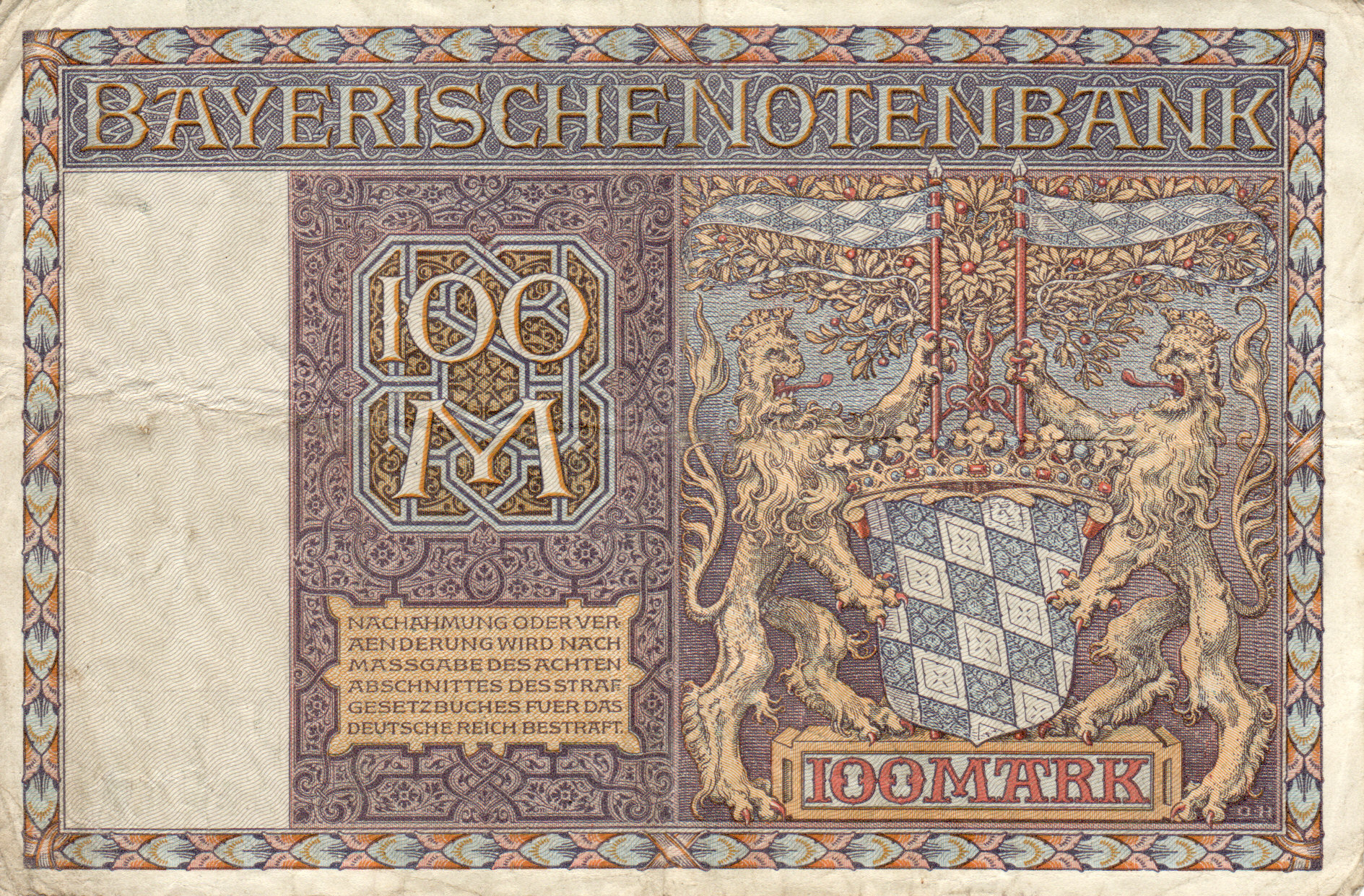
100-Mark-Banknote der Bayerischen Notenbank

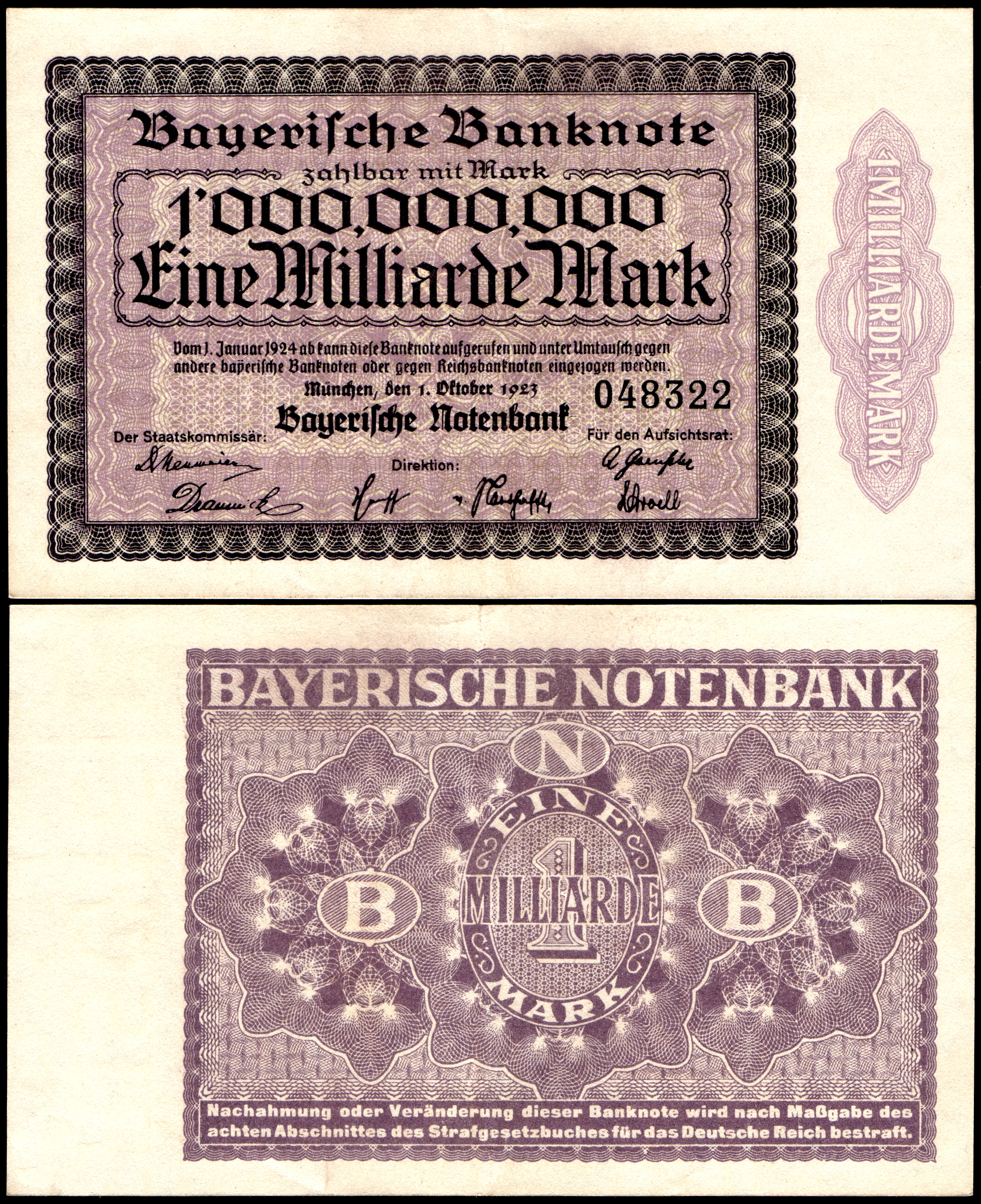
1 Milliarde Notgeldschein von 1923

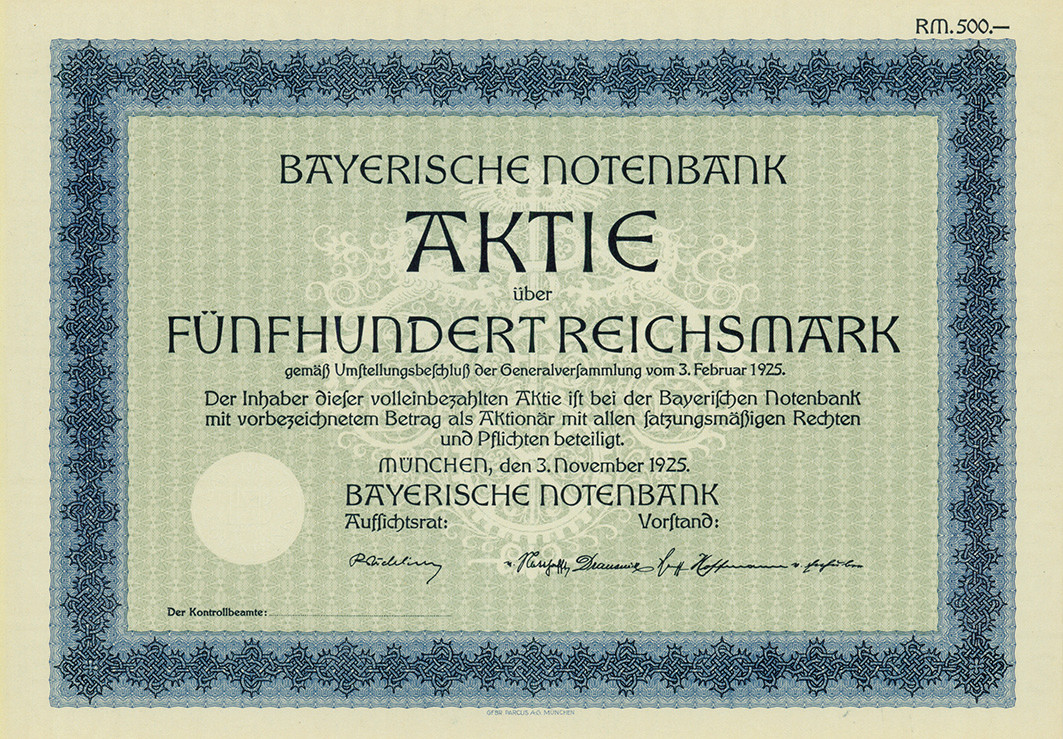
Aktie über 500 RM der Bayerischen Notenbank vom 3. November 1925

Die Bayerische Notenbank war eine Notenbank im Königreich Bayern bzw. Freistaat Bayern. Sie bestand von 1875 bis 1934. Der Sitz war in der Ludwigstraße 1 in München.

## Geschichte
Mit der Reichsgründung 1871 verloren die Gliedstaaten des Reiches ihr Gesetzgebungsrecht im Bezug auf das Geldwesen. Die Reichsbank erhielt kein Monopol auf die Emission von Banknoten, die bestehenden Notenbanken behielten das Recht, Banknoten in einem Umfang herauszugeben, der in der Anlage zu § 9 des Bankgesetzes vom 14. März 1875 festgehalten war. Für Bayern war ein Kontingent von Banknoten im Wert von 32.000.000 Mark vorgesehen.
Notenbank in Bayern war die 1834 gegründete Bayerische Hypotheken- und Wechsel-Bank. Diese gab 1875 unter der Leitung von Theodor von Pühn die Notenbankfunktion auf, um keine Einschränkungen ihres Bankgeschäftes (insbesondere des Hypothekargeschäftes) hinnehmen zu müssen (wie dies für Notenbanken vorgesehen war). Da Bayern jedoch nicht auf die Erlöse aus dem Banknotengeschäft verzichten wollte, wurde die Bayerische Notenbank als neue Notenbank 1875 ausgegliedert und deren Führung ebenfalls von Pühn übertragen. Die Genehmigung durch König Ludwig II. von Bayern erfolgte am 3. August 1875, am 3. November 1875 wurde der Geschäftsbetrieb aufgenommen.
Das Aktienkapital in Höhe von 15 Millionen Mark wurde zu zwei Dritteln durch die Aktionäre der Bayern-Hypo und zu je einem Sechstel durch die staatliche Königliche Bank Nürnberg und die Bayerische Hypotheken- und Wechselbank gezeichnet. Mit dem Ende des Kaiserreiches 1918 bestanden neben der Bayerischen Notenbank nur noch drei Privatnotenbanken in Deutschland: die Badische Bank in Mannheim, die Sächsische Notenbank in Dresden und die Württembergische Notenbank in Stuttgart.
Mitte der 1920er Jahre erwarb das Land Bayern weitere Aktienanteile hinzu und besaß seit 1926 eine Mehrheitsbeteiligung. Nach der Machtergreifung der Nationalsozialisten wurde das Notenprivileg gesetzlich abgeschafft. Grundlage war eine Kündigungsmöglichkeit im Gesetz über die Privatnotenbanken vom 30. August 1924 nach zehn Jahren. Zum 1. Januar 1935 wurden die Bayerische Notenbank und die Bayerische Staatsbank verschmolzen. Die freien Aktionäre erhielten eine Entschädigung von 190 % des Nennbetrags ihrer Aktien in bar.
Der Druck der Banknoten erfolgte durch Giesecke & Devrient. Die Banknoten der ersten Emission von 1875 entsprachen vom Druckbild den bisherigen auf Gulden lautenden Noten der Bayerischen Hypotheken- und Wechselbank.

## Personen
- Theodor von Pühn, Direktor der Bayerischen Notenbank (1872–1900)
- Ernst Pühn, Direktor der Bayerischen Notenbank (1900–1920)
- Richard August Julius Notthafft von Weißenstein, letzter leitender Direktor der Bayerischen Notenbank (1920–1935)
- Josef Böhm, Aufsichtsrat der Bayerischen Notenbank
- Hugo von Maffei, Aufsichtsrat der Bayerischen Notenbank